# دخلة أم نظارة

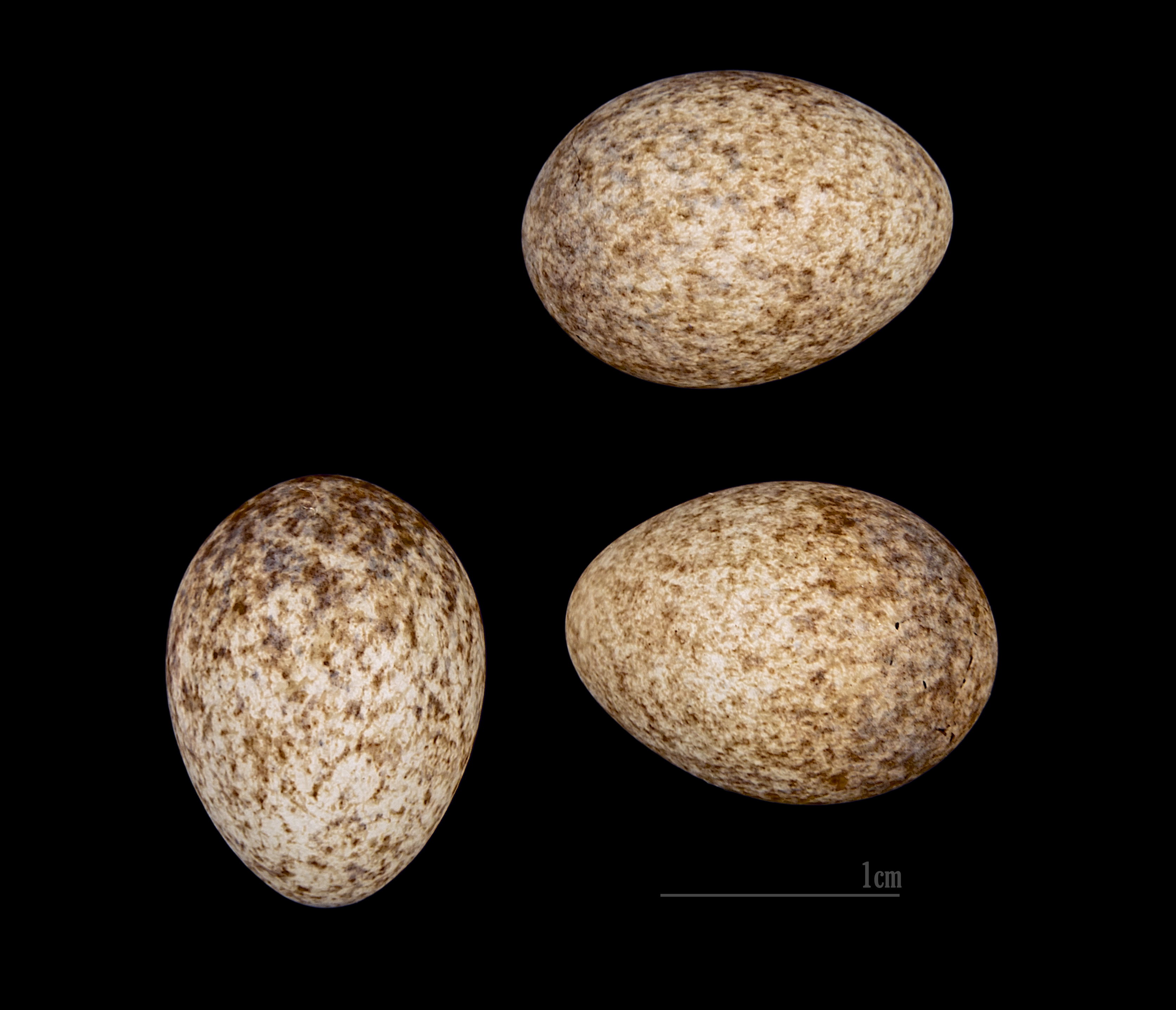
Sylvia conspicillata

دخلة أم نظارة يسمى أيضا هازجة أم نظارة (الاسم العلمي: Sylvia conspicillata) (بالإنجليزية: Spectacled Warbler)‏، هو طائر ينتمي إلى طيور الصادح (فصيلة: Sylviidae).